# Leichtathletik-Europameisterschaften 1994/4 × 100 m der Frauen

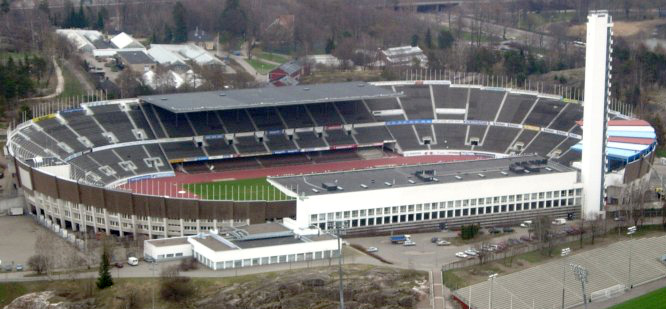
Das Olympiastadion von Helsinki im Jahr 2005

Die 4-mal-100-Meter-Staffel der Frauen bei den Leichtathletik-Europameisterschaften 1994 wurde am 13. August 1994 im Olympiastadion der finnischen Hauptstadt Helsinki ausgetragen.
Europameister wurde Deutschland in der Besetzung Melanie Paschke, Silke-Beate Knoll, Bettina Zipp und Silke Lichtenhagen.
Den zweiten Platz belegte Russland mit Natalja Anissimowa, Marina Trandenkowa, Galina Maltschugina und Irina Priwalowa (Finale) sowie der im Vorlauf außerdem eingesetzten Jekaterina Leschtschowa.
Bronze ging an Bulgarien (Dessislawa Dimitrowa, Swetla Dimitrowa, Anelija Nunewa, Petja Pendarewa).
Auch die nur im Vorlauf eingesetzte russische Läuferin erhielt eine Silbermedaille.

## Bestehende Rekorde
| Weltrekord           | 41,37 s | DDR (Gesine Walther, Sabine Rieger, Ingrid Auerswald, Marlies Göhr) | Canberra, Australien  | 16. Oktober 1985  |
| Europarekord         | 41,37 s | DDR (Gesine Walther, Sabine Rieger, Ingrid Auerswald, Marlies Göhr) | Canberra, Australien  | 16. Oktober 1985  |
| Meisterschaftsrekord | 41,68 s | DDR (Silke Möller, Katrin Krabbe, Kerstin Behrendt, Sabine Günther) | EM Split, Jugoslawien | 1. September 1990 |

Der bestehende EM-Rekord wurde bei diesen Europameisterschaften nicht erreicht. Die schnellste Zeit erzielte das deutsche Europameisterinquartett im Finale mit 42,90 s, womit die Staffel 1,22 s über dem Rekord blieb. Zum Welt- und Europarekord fehlten 1,53 s.

## Legende
Kurze Übersicht zur Bedeutung der Symbolik – so üblicherweise auch in sonstigen Veröffentlichungen verwendet:
| DNF | Wettkampf nicht beendet (did not finish) |
| DSQ | disqualifiziert                          |

## Vorrunde
13. August 1994
Die Vorrunde wurde in zwei Läufen durchgeführt. Die ersten drei Staffeln pro Lauf – hellblau unterlegt – sowie die darüber hinaus zwei zeitschnellsten Teams – hellgrün unterlegt – qualifizierten sich für das Finale.

### Vorlauf 1
| Platz | Staffel      | Besetzung                                                            | Zeit (s) |
| ----- | ------------ | -------------------------------------------------------------------- | -------- |
| 1     | Deutschland  | Melanie Paschke Silke-Beate Knoll Bettina Zipp Silke Lichtenhagen    | 42,94    |
| 2     | Bulgarien    | Dessislawa Dimitrowa Swetla Dimitrowa Anelija Nunewa Petja Pendarewa | 43,52    |
| 3     | Niederlande  | Claudia Elissen Jacqueline Poelman Karin De Lange Monique Boogards   | 43,89    |
| 4     | Griechenland | Ekaterini Thanou Effrosíni Patsoú Maria Tsoni Ekaterini Koffa        | 44,77    |
| 5     | Spanien      | Carme Blay Cristina Castro Carmen García Yolanda Díaz                | 45,11    |
| DNF   | Österreich   | Dagmar Holbl Sabine Tröger Doris Auer Karin Knoll                    |          |
| DSQ   | Frankreich   | Patricia Girard Odiah Sidibé Odile Singa Maguy Nestoret \|           |          |

### Vorlauf 2
| Platz | Staffel        | Besetzung                                                                                   | Zeit (s) |
| ----- | -------------- | ------------------------------------------------------------------------------------------- | -------- |
| 1     | Russland       | Natalja Anissimowa Galina Maltschugina Marina Trandenkowa Jekaterina Leschtschowa (Vorlauf) | 43,36    |
| 2     | Großbritannien | Stephanie Douglas Katherine Merry Simonne Jacobs Paula Thomas                               | 44,03    |
| 3     | Finnland       | Anu Pirttimaa Tarja Leveelahti Sanna Hernesniemi Marja Salmela                              | 44,15    |
| 4     | Ukraine        | Anschela Krawtschenko (Vorlauf) Wiktorija Formenko Iryna Sljusar Antonija Sljusar           | 44,26    |
| 5     | Italien        | Carla Tuzzi Laura Ardissone Annarita Balzani Giada Galina                                   | 44,36    |
| 6     | Schweiz        | Mireille Donders Margret Mantingh-Haug Sara Wüest Regula Aebi                               | 44,43    |

## Finale
13. August 1994
| Platz | Staffel        | Besetzung | Zeit (s) |
| ----- | -------------- | --- | -------- |
| 1     | Deutschland    | Melanie Paschke Silke-Beate Knoll Bettina Zipp Silke Lichtenhagen                                                               | 42,90    |
| 2     | Russland       | Natalja Anissimowa Marina Trandenkowa Galina Maltschugina Irina Priwalowa (Finale) im Vorlauf außerdem: Jekaterina Leschtschowa | 42,96    |
| 3     | Bulgarien      | Dessislawa Dimitrowa Swetla Dimitrowa Anelija Nunewa Petja Pendarewa                                                            | 43,00    |
| 4     | Ukraine        | Antonija Sljusar Wiktorija Formenko Iryna Sljusar Schanna Tarnopolskaja (Finale) im Vorlauf außerdem: Anschela Krawtschenko     | 43,61    |
| 5     | Großbritannien | Stephanie Douglas Katherine Merry Simonne Jacobs Paula Thomas                                                                   | 43,63    |
| 6     | Niederlande    | Claudia Elissen Jacqueline Poelman Karin De Lange Monique Boogards                                                              | 43,81    |
| 7     | Finnland       | Anu Pirttimaa Tarja Leveelahti Sanna Hernesniemi Marja Salmela                                                                  | 43,96    |
| 8     | Italien        | Carla Tuzzi Laura Ardissone Annarita Balzani Giada Galina                                                                       | 44,46    |

## Videolinks
- 5086 European Track & Field 4x100m Women, youtube.com, abgerufen am 3. Januar 2023
- Women's 4x100m Relay Final European Champs Helsinki 1994, youtube.com, abgerufen am 3. Januar 2023